# Гарабед Асърлакян
Гарабед Агоп Асърлакян (на арменски: Կարապետ Ասրլաքյան) е арменски и български учител и свещеник.

## Биография
Роден е на 21 май 1909 г. в град Биледжик, Османска империя. През 1922 г. се преселва заедно със семейството си в България. През 1929 г. завършва средно образование в Американския колеж в Самоков. От 1931 г. се установява в Пловдив. Постъпва като учител в Арменското училище, където работи до пенсионирането си през 1964 г. От 1949 до 1964 г. е директор. Удостоен е с орден „Кирил и Методий“, два пъти с медал за трудово отличие и златен медал „25 години народна власт“. Взема активно участие в дейността на Отечествения фронт. Награден е с две златни и една сребърна значка на НС на ОФ. Председател на Централния комитет на Арменското туристическо дружество „Арзив“ през 1931 – 1943 г. Умира през 1981 г. в Пловдив.
Личният му архив се съхранява във фонд 1878 в Държавен архив – Пловдив. Той се състои от 23 архивни единици от периода 1894 – 1982 г.